# Élisabeth Commelin
Élisabeth Françoise Marie Commelin, née le 2 juin 1954 à Paris 12e, est une actrice française.

## Filmographie

### Cinéma
- 1995 : … à la campagne, de Manuel Poirier
- 1997 : Marion, de Manuel Poirier
- 1998 : Les Sœurs Hamlet, d'Abdelkrim Bahloul
- 1998 : Place Vendôme, de Nicole Garcia
- 1998 : Si je t'aime, prends garde à toi de Jeanne Labrune
- 1999 : Les Enfants du marais de Jean Becker
- 1999 : Le Plus Beau Pays du monde, de Marcel Bluwal
- 2000 : Le Chocolat, de Lasse Hallström
- 2002 : Monsieur Batignole, de Gérard Jugnot
- 2002 : Les femmes... ou les enfants d'abord..., de Manuel Poirier
- 2004 : Brodeuses, d'Éléonore Faucher
- 2005 : Je vous trouve très beau, d'Isabelle Mergault
- 2007 : La Môme, d'Olivier Dahan : Danielle Bonel
- 2008 : Par suite d'un arrêt de travail..., de Frédéric Andréi
- 2010 : Une petite zone de turbulences, d'Alfred Lot
- 2012 : Les Seigneurs, d'Olivier Dahan
- 2018 : Sauver ou périr, de Frédéric Tellier

### Télévision
- 1998 : L'Instit, épisode 4x09, Touche pas à mon école de David Delrieux : Agnès Belloy
- 1999 : N'oublie pas que tu m'aimes, de Jérôme Foulon
- 2001 : Mathieu Corot, épisode Un cœur simple de Pascale Dallet : Dr Agnès Valorge
- 2002 : Le Voyage organisé, d'Alain Nahum
- 2002 : PJ(série télévisée), épisode 3 saison 07
- 2004 : Nos vies rêvées, de Fabrice Cazeneuve
- 2005 : Famille d'accueil : Solange Duval
- 2005 : Julie Lescaut, épisode 3 saison 14, Frères d'armes de Luc Goldenberg : Juge Boissard
- 2009 : L'École du pouvoir de Raoul Peck (mini-série) : Madame Ribeiro
- 2010 : Les bleus, premiers pas dans la police : Jacqueline Mora (épisode 2)
- 2010 : Monsieur Julien de Patrick Volson
- 2011 : Jeanne Devère, de Marcel Bluwal
- 2011 : Le monde à ses pieds, de Christian Faure
- 2011 : L'Attaque (téléfilm diffusé sur France 2 le 26 août 2013)
- 2012 : Joséphine ange gardien, épisode 61 Un monde de douceur : Clara Marsac
- 2015  - 2022 : Plus belle la vie, de Hubert Besson : Yolande Sandré
- 2016 : Les Hommes de l'ombre
- 2017 : Le Secret de l'abbaye  d'Alfred Lot :  Mathilde
- 2017 : Nina - saison 3 épisode 4 :  Cathy, la grand-mère de Théo
- 2017 : Rien ne vaut la douceur du foyer, de Laurent Jaoui, adaptation de Mary Higgins Clark : Georgette Clément, de l'agence immobilière[1]
- 48 heures :garde à vue de Josiane Le Couviour
- 2022 : Je suis né à 17 ans (téléfilm) de Julien Seri : mère de Thierry en 2022
- 2024  : Plus belle la vie, encore plus belle, de Clémentine Planchon : Yolande Sandré

## Distinctions
- 2004 : Meilleur Second Rôle féminin (Prix du Jury) au Festival Jean Carmet de Moulins pour son interprétation dans Poids léger de Jean-Pierre Améris